# Plücker-Koordinaten
Plücker-Koordinaten sind Koordinaten für Geraden im 3-dimensionalen Raum. Benannt sind sie nach Julius Plücker. Sie sind ein Spezialfall der allgemeineren Graßmann-Plücker-Koordinaten.
Um eine Gerade {\displaystyle L} im 3-dimensionalen projektiven Raum {\displaystyle P^{3}} zu beschreiben, wählen wir zwei auf der Geraden liegende Punkte {\displaystyle x} und {\displaystyle y} mit homogenen Koordinaten {\displaystyle \left[x_{0}\colon x_{1}\colon x_{2}\colon x_{3}\right]} und {\displaystyle \left[y_{0}\colon y_{1}\colon y_{2}\colon y_{3}\right]} und definieren für alle {\displaystyle i<j}
{\displaystyle p_{ij}=\det \left({\begin{array}{cc}x_{i}&y_{i}\\x_{j}&y_{j}\end{array}}\right)=x_{i}y_{j}-x_{j}y_{i}}.
Im {\displaystyle P^{5}} ist der Punkt mit homogenen Koordinaten
{\displaystyle \left[p_{01}\colon p_{02}\colon p_{03}\colon p_{12}\colon p_{13}\colon p_{23}\right]}
wohldefiniert, unabhängig von der Wahl der homogenen Koordinaten für {\displaystyle x} und {\displaystyle y}.
Weil die Determinante multilinear und alternierend ist, hängen diese Koordinaten nur von der Gerade {\displaystyle L} und nicht von den auf der Geraden gewählten Punkten {\displaystyle x} und {\displaystyle y} ab.
Die sechs Koordinaten genügen der Plücker-Relation
{\displaystyle p_{01}p_{23}+p_{03}p_{12}=p_{02}p_{13}}.
Diese Gleichung beschreibt eine kegelige Quadrik im {\displaystyle P^{5}}, die als Kleinsche Quadrik bezeichnet wird. Die Geraden im {\displaystyle P^{3}} werden also durch die Punkte der Kleinschen Quadrik parametrisiert.
Mit den Koordinaten {\displaystyle d=(p_{01},p_{02},p_{03})} und {\displaystyle m=(p_{23},-p_{13},p_{12})} kann man die Plücker-Relation auch als {\displaystyle d\cdot m=0} formulieren. Eine typische Anwendung ist die Beschreibung von in einer Ebene liegenden Geraden. Wenn eine Gerade {\displaystyle L} durch die Koordinaten {\displaystyle (p_{01},\ldots ,p_{23})} oder {\displaystyle (d,m)} und eine zweite Gerade {\displaystyle L^{\prime }} durch die Koordinaten {\displaystyle (p_{01}^{\prime },\ldots ,p_{23}^{\prime })} oder {\displaystyle (d^{\prime },m^{\prime })} gegeben ist, dann liegen die Geraden {\displaystyle L} und {\displaystyle L^{\prime }} genau dann in einer Ebene, wenn
{\displaystyle d\cdot m^{\prime }+m\cdot d^{\prime }=0}
gilt.
Des Weiteren liegt ein Punkt {\displaystyle p} aus dem reellen Koordinatenraum {\displaystyle \mathbb {R} ^{3}} genau dann auf der Gerade {\displaystyle L}, wenn
{\displaystyle p\times d=m},
dabei bezeichnet {\displaystyle \times } das Kreuzprodukt.